# 한 여름밤의 미소
《한 여름밤의 미소》(영어: Smiles of a Summer Night)는 1955년에 개봉한 스웨덴의 영화이다.

## 줄거리
영화는 20세기 전환기를 배경으로 스웨덴에서 펼쳐진다. 중년 변호사 프레드릭 에게르만은 19세의 미녀 안네와 결혼했다. 안네의 꺼림칙함 때문에 그들의 2년간의 결혼 생활은 아직 완성되지 않았다. 에게르만은 사망한 첫 번째 부인과의 결혼에서 얻은 아들 헨릭이 있다. 헨릭은 20대 초반으로 목사가 되기 위해 공부하고 있지만, 현재는 계모에 대한 사랑에 시달리고 있으며, 계모 역시 은밀히 그를 사랑하고 있다. 헨릭은 에게르만의 정욕적인 젊은 하녀 페트라와 결정적이지 않은 관계를 시도하며 자신의 충동을 분산시키고 있다.
두 번의 결혼 사이에 프레드릭은 저명한 무대 여배우이자 아름다운 데지레 아르름펠트와 관계를 가졌지만, 그녀가 관계를 끊었다. 데지레는 이제 프레드릭 에게르만과의 관계 직후 태어난 프레드릭 아르름펠트라는 어린 아들을 두고 있다. (어린 프레드릭 아르름펠트가 에게르만의 아들이라는 것이 암시되지만 직접적으로 언급되지는 않는다.) 데지레는 현재 육군 장교 칼-마그누스 말콤 백작과 관계를 맺고 있다. 백작의 아내 샬롯은 에게르만의 두 번째 아내 안네의 오랜 친구이다.
어느 날 밤 에게르만은 데지레를 찾아가 결혼 생활의 어려움을 토로하고 도움을 청한다. 그는 데지레의 집 밖 웅덩이에 빠지고, 데지레는 그에게 백작의 잠옷을 입힌다. 폭력적으로 질투심 많은 백작이 나타나 에게르만에게 떠나라고 명령한다. 에게르만이 떠난 후, 백작과 데지레는 다투고 이후 우호적으로 헤어지기로 결정한다. 백작이 집에 돌아와 샬롯에게 그 만남에 대해 이야기하고 에게르만의 불륜(실제로는 불륜이 없었지만)에 대해 안네에게 말하라고 명령한다. 샬롯이 안네를 방문했을 때, 그녀는 모든 것에도 불구하고 백작을 사랑하며, 사랑받기 위해 무엇이든 할 것이라고 고백한다.
이러한 고통을 해결하기 위해 데지레는 그녀의 어머니에게 모든 등장인물들을 그녀의 시골집으로 초대하여 하지의 밤, 즉 일년 중 가장 짧은 밤을 보내도록 한다. 이는 스웨덴의 전통적인 관습으로, 많은 파티 참석자들이 새벽까지 밤새 깨어있는다. 데지레와 샬롯은 일시적으로 동맹이 된다. 헨릭과 안네는 예상치 못하게 침실에서 단둘이 있게 되면서 관계를 완성하고 페트라와 그녀의 새로운 연인인 또 다른 하인 프레드의 도움을 받아 도피한다. 샬롯은 에게르만과 정원 정자에서 합류한다. 아내가 에게르만과 함께 있다는 것을 알게 된 백작은 난입하여 프레드릭에게 러시안 룰렛 게임을 제안한다. 에게르만은 지지만, 백작은 리볼버에 그을음을 장전해 놓았기 때문에 어느 쪽도 위험에 처한 적은 없었다. 백작은 아내에 대한 질투심으로 다시 불타올라 아내와 재회한다. 데지레는 에게르만을 위로하고, 에게르만은 그녀에게 자신을 떠나지 말라고 요청한다. 네 쌍의 연인들의 딜레마는 프레드가 모두에게 세 번의 미소를 지어주었다고 말한 밤 동안 행복하게 해결되는 것으로 보인다.

## 한국판 성우진(KBS)
- 김세한 - 프레드릭 에게르만(군나르 비요른스트란트)
- 유남희 - 데지레(에바 달베크)
- 정미숙 - 안 에르게만(울라 야콥슨)
- 김일 - 헨리크 에르게만(비요른 브엘프벤스탐)
- 임은정 - 샬롯 말콤 백작 부인(마르짓 칼크비스트)
- 은미 - 페트라(하리에트 안데르손)
- 유해무 - 프리드(아케 프리들)
- 문옥현 - 말라(걸 나토르프) / 비타(줄리안 킨달)
- 최옥희 - 데지레의 어머니(나이마 비프스트란트) / 아름펠트 부인(나이마 위프스트란드)
- 장호비 - 사무실 직원(뵈르예 멜빅)